# Olavi Rokka
Olavi Rokka (Viburgo, 9 de agosto de 1925 - Hyvinkää, 21 de dezembro de 2011) foi um pentatleta finlandês. 

## Carreira
Olavi Rokka representou seu país nos Jogos Olímpicos de 1952, na qual conquistou a medalha de bronze, por equipes. 